# 27121 Joardar
27121 Joardar este un asteroid din centura principală de asteroizi.

## Descriere
27121 Joardar este un asteroid din centura principală de asteroizi. A fost descoperit pe 21 noiembrie 1998 la Socorro, New Mexico, în cadrul proiectului LINEAR. Asteroidul prezintă o orbită caracterizată de o semiaxă mare de 2,38 ua, o excentricitate de 0,03 și o înclinație de 1,6° în raport cu ecliptica.